# To malere - To værksteder
To malere - To værksteder er en dokumentarfilm instrueret af Dola Bonfils efter manuskript af Dola Bonfils.

## Handling
To malere, Ursula Reuter Christiansen og Nina Sten-Knudsen, møder for første gang hinanden i deres respektive værksteder. De mødes som professionelle kunstnere og som mennesker, der er nysgerrige på hinandens arbejds- og livsvilkår, billedverdener og metoder. Deres samtaler udvikler sig uden at filmholdet griber ind. De spejler sig i hinanden og portrætterer derved sig selv.